# برج لالة قاضية
برج لالة قاضية هو حصن يوجد بمدينة الرباط في المغرب.

## التاريخ
يُعتقد أن بناؤه لأول مرة كان في القرن السابع عشر بجوار قبر امرأة تُدعى للا قاضية. يشكل جزءًا مهمًا من الأسوار التي تحمي المدينة من الشمال الشرقي.